# Кристал-Сіті (Вісконсин)
Кристал-Сіті (англ. Crystal Lake) — місто (англ. town) в США, в окрузі Беррон штату Вісконсин. Населення — 743 особи (2020).

## Демографія
Згідно з переписом 2010 року, у місті мешкало 757 осіб у 315 домогосподарствах у складі 226 родин. Було 474 помешкання
Расовий склад населення:
| - 98,3 % — білих - 0,8 % — корінних американців |

До двох чи більше рас належало 0,5 %. Частка іспаномовних становила 1,8 % від усіх жителів.
За віковим діапазоном населення розподілялося таким чином: 18,6 % — особи молодші 18 років, 62,1 % — особи у віці 18—64 років, 19,3 % — особи у віці 65 років та старші. Медіана віку мешканця становила 47,4 року. На 100 осіб жіночої статі у місті припадало 105,1 чоловіків;  на 100 жінок у віці від 18 років та старших — 102,6 чоловіків також старших 18 років.
Середній дохід на одне домашнє господарство  становив 62 705 доларів США (медіана — 55 909), а середній дохід на одну сім'ю — 67 852 долари (медіана — 63 438). Медіана доходів становила 45 735 доларів для чоловіків та 30 000 доларів для жінок. За межею бідності перебувало 9,3 % осіб, у тому числі 11,6 % дітей у віці до 18 років та 6,0 % осіб у віці 65 років та старших.
Цивільне працевлаштоване населення становило 390 осіб. Основні галузі зайнятості: освіта, охорона здоров'я та соціальна допомога — 27,9 %, виробництво — 20,8 %, роздрібна торгівля — 14,1 %, сільське господарство, лісництво, риболовля — 8,5 %.